# Noel Redding
David Noel Redding (Folkestone, Kent, Velika Britanija, 25. prosinca 1945. – Clonakilty, County Cork, Irska, 11. svibnja 2003.), bio je engleski rock glazbenik najpoznatiji kao basist sastava The Jimi Hendrix Experience.
Članom tek osnovanog sastava postaje 1966. godine kada ga je na audiciji odabrao Chas Chandler. Zajedno s Mitch Mitchellom i Jimijem Hendrixom sudjeluje u snimanju sva tri studijska albuma, Are You Experienced, Axis: Bold as Love i Electric Ladyland.
Umro je u Clonakiltyu u 57 godini života.

## Životopis
Noel Redding rodio se 25. prosinca 1945. godine u Folkestoneu, Engleska. S devet godina počeo je svirati violinu u školskom orkestru, a nakon toga prelazi na mandolinu. S dvanaest godina počinje svirati gitaru. Gitaru svira do svoje dvadesete godine, a nakon što postaje član Experienca prelazi na bas-gitaru. Nikad nije imao želju svirati bas, međutim kada se pojavio na audiciji, tadašnji menadžer Experienca Chass Chandler (bivši basist sastava The Animals), pitao ga je da li bi znao svirati bas-gitaru, nakon čega on odgovara da bi mogao pokušati i onda je sve krenulo.
Prije nego što je postao članom Experienca, prvi javni nastup imao je u klubu mladih Hythe, a zatim kao student u gimnaziji The Harvey Grammar. Bio je član nekoliko lokalnih sastava, a neki od njih su; The Strangers (zajedno s Johnem "Andyjem" Andrewsom na bas-gitari), the Modern Jazz Group i the Lonely Ones. Na kraju se priključio sastavu Neil Landon and the Burnettes s kojim je u Njemačkoj svirao do 1965. godine.
Noel se 1966. godine prijavio na audiciju za ritam gitaristu sastava The Animals (tražili su basistu i ritam gitaristu). Chass Chandler se upravo vratio iz Sjedinjenih Država i sa sobom doveo Jimija Hendrixa. U međuvremenu dok se Noel pojavio na audiciju oni su već izabrali gitaristu. Chandler mu nudi da proba svirati bas-gitaru te nakon odsvirana tri instrumentala dobiva mjesto basiste. U sastav još dolazi Mitch Mitchell na mjesto bubnjara i Eddie Kramer kao producent i tehničar. Prve nastupe imali su krajem 1966. godine na turneji s Johnnyjem Hollidayom po Francuskoj. Zatim imaju nastup u jednom londonskom klubu te jedan u Münchenu, klub Wunchen. Dok nisu svirali po klubovima radili su u studiju, a prva pjesma koju su objavili bila je "Hey Joe". Singl izlazi u siječnju 1967. godine i odmah dolazi na šesto mjesto top liste. Iste godine, krajem proljeća, objavljuju svoj prvi studijski album pod nazivom Are You Expirienced?. Album im je otvorio put prema Sjedinjenim Državama gdje su 18. lipnja 1967. godine nastupili na Monterey Pop festivalu. Odmah nakon koncerta postaju velika glazbena atrakcija, a debi album dolazi na peto mjesto američke top ljestvice.
Drugi album Axis: Bold as Love izlazi pred kraj 1967. godine. Objavljivanjem albuma ispunjena je obveza ugovora u kojemu stoji da moraju izdati dva albuma godišnje. Unatoč tome u Sjedinjenim Državam album izlazi 15. siječnja 1968. godine kako se ne bi narušila odlična prodaja njihovog prvog albuma Are You Experienced. Album prati materijal njihovog prvijenca, a u glazbenom smislu još je više nadopunjen izmjenama Hendrixa, Noela Reddinga, Mitcha Mitchella i studijskih efekata. Kao tekstopisac Hendrix potpisuje sve pjesme. 
Veliku pozornost privukao je njihov treći studijski album Electric Ladyland. Originalni omot album bio je kontroverzan jer je na prednjoj strani imao sliku 19 golih žena te je kasnije zamijenjen s likom Jimija Hendrixa. Album sadrži jednu Noelovu pjesmu "Little Miss Strange", koju su on i Mitch snimili dok Jimija nije bilo u studiju. Nakon objavljivanja albuma odlaze na tromjesečnu turneju po Sjevernoj Americi, Europi, pa nazad u Sjedinjene Države. Po završetku turneje Noel napušta sastav.

## Nakon Experienca
Nakon što je napustio Experience Noel je kroz godine često svirao na raznim turnejama te povremeno snimao u studiju s raznim glazbenicima, uključujući i Irski hard rock sastav Thin Lizzy i britanski rock sastav Traffic. Folk rock sastav The Fat Matraces osnovao je 1968. godine i s njim snimio dva albuma (Fat Mattress (1969.), Fat Mattress II (1970.)). Nakon turneje po Europi razišli su se, a Noel osniva novi hard rock sastav pod nazivom Road te s njim snim jedan album (Road (1972.)). Godine 1972. sa svojom djevojkom Carol Apelbee seli u Irsku te 1980. zajedno rade na unplugged pjesmama. Idućih deset godina dok Carol nije poginula u prometnoj nesreći rade zajedno. Godine 1993. nastupao je s američkim jam sastavom Phish. 

## Smrt
Noel Redding umro je 11. svibnja 2003. godine u Irskoj, mjesto Clonakilty u 57. godini života. Vijest o smrti objavio je njegov menadžer Ian Grant, preko diskografske kuće Track Records, za koju je Redding snimao. Uzrok smrti bila je ciroza jetre.
Iste godine kada je umro, lokalno stanovništvo iz naselja Ardfield u znak sječanja podiže mu spomen-ploču. Godine 2004. objavljena je kompilacija pod nazivom The Experience Sessions. Na njoj se nalaze vrlo rijetke i neobjavljene Noelove skladbe dok je nastupao sa sastavom The Jimi Hendrix Experience.

## Vanjske poveznice
- Noel Redding & Friends  Arhivirana inačica izvorne stranice od 23. travnja 2009. (Wayback Machine)